# Кишкин Семен Тимофійович
Кишкин Семен Тимофійович (бл. 1680—1740) — член Правління гетьманського уряду (з 22 березня 1734 по вересень 1735 рр.), комендант міста Глухова (з 1731 по 5 лютого 1740 рр.), член («от великороссийских») тимчасового правління Генеральної військової канцелярії (з 29 грудня 1733 по 1 березня 1734 рр.)